# Szata
Szata (más néven Szottin, horvátul: Sotin, németül: Sotting, latinul: Cornacum) falu Horvátországban Vukovár-Szerém megyében.

## Fekvése
Vukovártól 9 km-re délkeletre a Nyugat-Szerémségben, a Duna jobb partján fekszik, közigazgatásilag Vukovárhoz tartozik.

## Története
Területe már az őskorban is lakott volt, melyet a neolítikumból származó leletek bizonyítanak. 2008 és 2013 között a zárai egyetem régészeti tanszékének munkatársa, a helyi születésű Mato Ilkić vezetésével végeztek itt tervszerű ásatásokat azzal a céllal, hogy igazolják a dunai régió a késő bronzkori és kora vaskori településeinek és temetőinek  kapcsolatáról felvázolt korábbi elképzeléseket. Ennek során a település északkeleti, keleti és délkeleti részének különböző helyein 16 szondával összesen 4868 m2-es területet vizsgáltak át. Megtalálták a késő rézkori badeni kultúra településének, valamint a kora vaskori Hallstatti kultúra dályai csoportjához tartozó település perifériális részeit. Utóbbihoz kapcsolódóan hetven hamvasztásos sírt is találtak, melyeket az i. e. 9. századtól az i. e. 7. századig terjedő időszakra kelteztek. Ugyancsak felfedezték egy ókori, mezőgazdasági jellegű település részeit, valamint a 2. századból származó ideiglenes katonai tábor védőárkát is. Végül a mai település északkeleti részén a korai középkori település egy részét is feltárták. 
Az időszámítás kezdete körül illír törzsek érkeztek erre a vidékre, ahol a Cornacates törzs telepedett le. Innen származik a település ókori „Cornacum'” neve. A rómaiak is hamar felismerték a hely stratégiai fontosságát és erődítményt építettek ide, mely a Duna menti védővonal része volt. A területet ekkor Cibalia városából kormányozták. 
A település várjobbágyait egy 1289-ben kelt oklevél említi először „castelani de Zata” néven. Szata ekkor már virágzó városnak számított, lakói a valkói vár várnépei voltak. Szent Mária plébániáját az 1332 és 1335 között kelt pápai tizedjegyzékben többször említik. Titulusa valószínűleg Szent Pál volt, mert egy későbbi oklevélben a várat is Szent Pál váraként említik.  A plébánia a valkói főesperesség Valkón túli kerületéhez tartozott. A település első ismert birtokosa az Ugra nembeli Szatai család volt. 1360-ban a szerémi káptalan oklevelében nemeseit említik „Nobiles de Zata” alakban.  1412-ben említik dunai vámját. A Szataiak a város részeit még 1416-ban is birtokolják, sőt még 1487-ben is feltűnnek. Más részei 1416-ban, valamint 1425-ben és vélhetően 1461-ben is részben már a garai Bánfiaké voltak, akik valamikor 1461 és 1468 között csereként a kalocsai érsekségnek adták. Mátyás király halála után 1490-ben Kishorvát János elfoglalta az érsekségtől, akit emiatt 1493-ban jószágvesztésre ítéltek. 1495-ben II. Ulászló király mint Kishorvát János és garai Bánfi Lőrinc birtokát Geréb Péternek és László püspöknek adta. Várát 1416-ban „castrum”ként említik először. A Garaiaké (vagyis garai Bánfiaké), majd csereként a kalocsai érsekségé volt. 
A török 1526-ban foglalta el a várost és a török uralom 1687-ig tartott. A török időkben fontos kereskedő és kézműves településként az újlaki náhije egyik városa (kasaba) volt. A településen a török uralom alatti muzulmán népesség mellett is maradt parányi keresztény közösség. 1659-ben plébánosukat is említik. A plébánia szolgálatát a vukovári ferencesek látták el. A muzulmánok mellett szerb martalócok is érkeztek ide, ők alkották a város pravoszláv lakosságát. A török utazó Evlia Cselebi is járt itt. Útleírásában beszámol a gyönyörű palánkvárról és megemlíti a várban álló dzsámit is. 
A török kiűzése után Szata a vukovári uradalom része lett. Előbb kamarai birtok volt, majd 1720-ban von Fels tábornoknak adták át, akit 1721-ben lánya Maria követett a birtokosok sorában. 1725-ben ő is eladta a von Odvyer családnak, akik még az évben továbbadták von Pfeffershofen bárónak. Végül 1736-ban Vukovárral együtt a német származású Eltz család lett a birtokosa, akik 1945-ig birtokolták. A lakosság teljesen kicserélődött. a 17. század végén szerbek, horvátok, magyarok települtek a kihalt városba, majd a 18. században nagyszámú sváb telepes érkezett. Ekkor építették újjá a ferencesek a Szent Lukács és Szent Vid tiszteletére szentelt templomot, ahova Belgrádból hoztak kegyképet. 1768-ban megépült az új templom és a kegyképet is ide vitték át. Szatát 1720-ban Vukovár melletti városként említik. Az 1736-os adásvételi szerződésben a városnak 57 háztartása volt (mintegy 350 lakos). Az állatállomány 72 ló, 55 ökör, 126 tehén stb. A lakosok kizárólag mezőgazdasággal foglalkoztak, kézműveseket és kereskedőket nem tartottak nyilván. Sok szőlőskert és szilvaültetvény volt. A rendelkezésre álló földterületnek csak kis részét művelték. A fél évszázaddal későbbi adatok szerint, az 1780-as években Szata már nagyobb település volt. A népesség a duplájára nőtt és 1784-ben már 757 lakost számláltak. Ebből 520 katolikus, 230 pedig ortodox volt. Abban az időben már két kereskedő is élt itt, a korabeli térképen pedig 14 malmot ábrázolnak a Dunán. 1814-ben a város Eltz gróf kérésére Ferenc császártól vásártartási jogot kapott. Akkortól fogva nagy éves vásárokat tartottak itt, a város fejlődését azonban akadályozták a feudális kötöttségek. A 18. században és a 19. század első felében Szlavóniában és a Szerémségben nagy változások történtek a népesség összetételében. Az osztrák császárok politikájukkal ösztönözték a betelepülést, a földesurak pedig kedvező feltételeket teremtettek, mivel sok szabad földterület és kevés munkás volt. A régi népesség mellé a környező térségekből és Bácskából származó horvátok, de Baranyából, Bácskából, a Szerémség más vidékeiről és Szerbiából szerb bevándorlók hulláma is érkezett. 19. század második felében a jobbágyság eltörlése után olcsón lehetett vásárolni. Ekkor főként a Bácskából, de a Monarchia más részeiről is érkeztek újabb bevándorlók. 1869-ben megnyílt az első postahivatal. 
Az első katonai felmérés térképén „Szotin” néven található. Lipszky János 1808-ban Budán kiadott repertóriumában „Szotin” néven szerepel. Nagy Lajos 1829-ben kiadott művében „Sottin” néven 144 házzal, 579 katolikus és 250 ortodox vallású lakossal az oppidumiok között találjuk. 
A 20. század elejére Szata fejlett mezőgazdasági település volt. 1905-ben hitelszövetkezet, 1911-ben gazdasági egyesület akalult a gazdák támogatására. 1910-ben a településnek 1369, többségben német lakosa volt, jelentős horvát és magyar kisebbséggel. Az 1910-es népszámlálás adatai szerint lakosságának 57%-a német, 29%-a horvát, 8%-a magyar, 6%-a szerb anyanyelvű volt. A trianoni békeszerződésig Szerém vármegye Vukovári járásához tartozott. 1941 és 1945 a Független Horvát Államhoz tartozott, majd a szocialista Jugoszlávia fennhatósága alá került. A második világháború után német lakosságát kitelepítették, helyükre horvátok és szerbek költöztek. 1991-től a független Horvátoszág része. 1991-ben lakosságának 60%-a horvát, 28%-a szerb, 5%-a jugoszláv, 3%-a magyar nemzetiségű volt. Az 1991-ben kitört horvát függetlenségi háborúban a települést is súlyos károk érték, mindkét temploma és a házak nagy része is súlyosan megrongálódott vagy elpusztult. 1991. október 14. és 20. között, miután a falut elfoglalták a szerb katonai egységek nagyszámú helyi horvátot hurcoltak el otthonaikból a negoszlavcei táborba, ahol súlyos bántalmazásnak és kihallgatásnak vetették alá őket. Ezt követően Szerbiába, főleg a begejci táborba vitték őket. Az otthon maradtakat munkatáborban őrizetben tartották, kényszermunkára kényszerítették és többeket meggyilkoltak. A háború alatt Szata 64 lakosát ölték meg. A településnek 2011-ben 1463 lakosa volt.

## Népessége

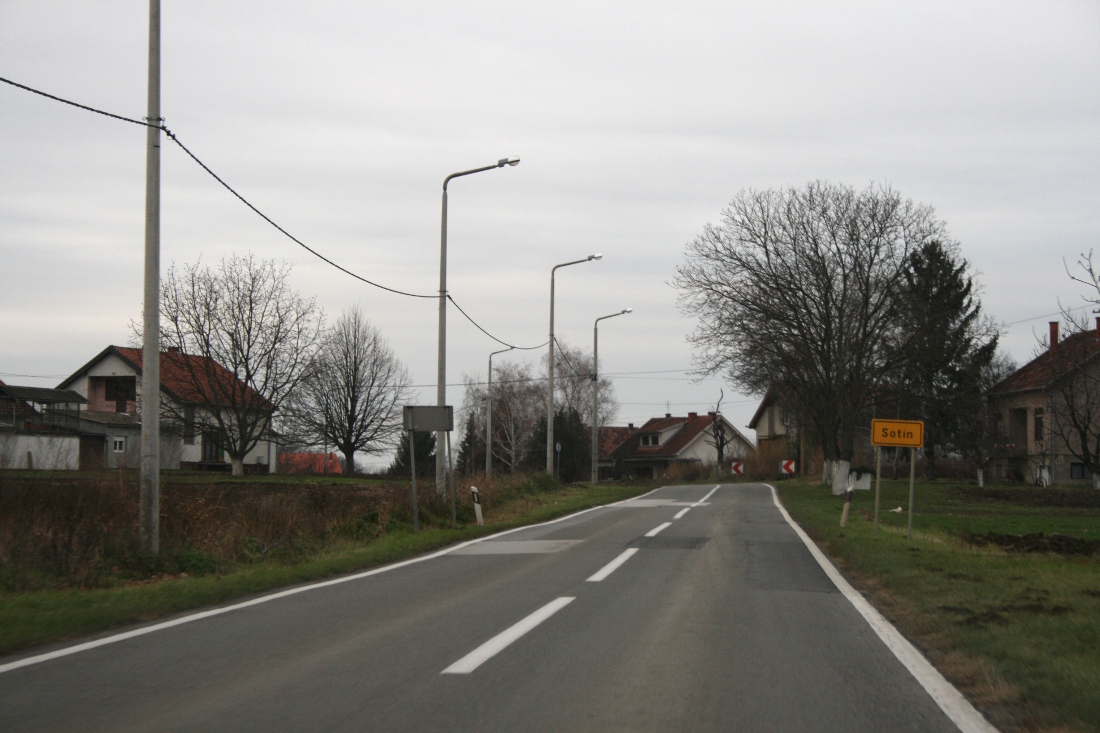
A falu bejárata

| Lakosság változása | Lakosság változása | Lakosság változása | Lakosság változása | Lakosság változása | Lakosság változása | Lakosság változása | Lakosság változása | Lakosság változása | Lakosság változása | Lakosság változása | Lakosság változása | Lakosság változása | Lakosság változása | Lakosság változása | Lakosság változása |
| ------------------ | ------------------ | ------------------ | ------------------ | ------------------ | ------------------ | ------------------ | ------------------ | ------------------ | ------------------ | ------------------ | ------------------ | ------------------ | ------------------ | ------------------ | ------------------ |
| 1857               | 1869               | 1880               | 1890               | 1900               | 1910               | 1921               | 1931               | 1948               | 1953               | 1961               | 1971               | 1981               | 1991               | 2001               | 2011               |
| 1.052              | 1.318              | 1.341              | 1.390              | 1.436              | 1.369              | 1.480              | 1.527              | 1.168              | 1.277              | 1.289              | 1.286              | 1.327              | 1.324              | 969                | 782                |

## Nevezetességei
- Szata plébániatemplomát[12] már 1335-ben említik. A törököktől való felszabadulás után 1758-ig a plébániát a vukovári ferencesek irányították. Abban az időben a jelenlegi Segítő Szűzanya templom helyén egy Szent Vidnek szentelt templom volt. Ez a templom nyilvánvalóan a középkori templom északnyugati fala mentén helyezkedett el, amely nagyrészt megmaradt a jelenlegi épület szerkezetében. A mai templomot, amelyet középkori templom méretében terveztek, 1760 és 1768 között építették barokk stílusban és a Keresztényeket Segítő Boldogságos Szűz Mária tiszteletére szentelték fel, akinek kegyképét 1739-től egy külön kápolnában imádták a településen. Ezt a képet, mely Lukas Cranach német mester festménye alapján készült az oszmánok elől ide menekült belgrádi ferencesek hozták magukkal 1739-ben. Eleinte a kápolnában állott, majd 1747-ben került a régi templom főoltárára. A mai templom felszentelésekor a pécsi püspök kegyképnek nyilvánította, azóta a templom búcsújáróhely. Az 1859-es felújítás során a barokk templom klasszicista harangtornyot kapott. A horvátországi háborúban a harangtorony, a tető és a főhajó feletti mennyezet a megsemmisült. A szerbek az egész belső teret elpusztították, köztük azt a főoltárt, melyet építése idején egész Szlavóniában a legszebbnek tartottak. Szerencsére a kegyképet időben megmentették. A templom újjáépítése 2001-ben kezdődött. A templom teljes északnyugati része, a főhomlokzat egy része és a szentély legnagyobb része a 15. század végén épült középkori gótikus templomból maradt fenn. A felújítás során a falakat megerősítették, a tetőt és a klasszicista harangtornyot rekonstruálták. Az oldalkápolnákat, valamint a sekrestye középkori dongaboltozatát és gótikus ablakait az eredeti tervek szerint rekonstruáltak. [13]

- Szent Miklós ereklyéi áthelyezésének szerb pravoszláv temploma 1802-ben épült. Építése előtt már volt itt egy ortodox templom, amelyet 1773-ban építettek. A szatai templom ikonosztázát 1840-ben készítették, Bogdan Đukić festőművész munkája. A templom a második világháborúban megsérült, amikor a német csapatok kifosztották a belsejét, majd 1945-ben is megsérült a terület felszabadítása során. A horvátországi háborúban 1991-ben ugyancsak károsodást szenvedett.[14]

- Szata várának csekély maradványa a Gradinának nevezett, a Duna árteréből kúpszerűen kiemelkedő löszdombon található. A várdombot északról és nyugatról nagyméretű, részben mesterséges árok választja el a Duna parti löszfal többi részétől. A felszínen épület, fal maradványok már nem találhatók. A terepalakulatok alapján a vár központi védelmét egy kb. 8x6 méteres torony adhatta, melyhez egy nagyobb épület, talán egy palota csatlakozott. Ezt a vármagot, a domb alakját követve egy fallal vették körül, melynek belső oldalához különböző épületek támaszkodtak. A vár kapuja a keleti oldalon lehetett, amit egy fal szorossal biztosítottak. A felvezető út a várdomb északi oldalán haladhatott a már említett fal szoros északi végéhez. A várplatón, a torony keleti oldalán egy süppedés található, amely akár ciszterna is lehetett, noha a Duna közelsége miatt, a vár vízellátása nem okozhatott problémát. A felszíni nyomok alapján, a romokat mintegy félméteres földréteg takarja, melynek eltávolítása után, az egész vár területe könnyedén feltárható lenne, de erre a közeljövőben nem igen kerül sor, már csak azért sem, mert a település fontos római, kora középkori (Bjelo brdo-i kultúra) régészeti lelőhelynek számít, amit az itt talált leletek is bizonyítanak.[15]

- A településétől keletre, a Duna magaspartján található a "Zmajevac" régészeti lelőhely. A 20. század elején késő La Tène-kultúra hamvasztásos sírjait fedezték itt fel fegyverleletekkel (kard, lándzsa, pajzsrészek), szerszámokkal, ékszerekkel és importból származó római bronz edényekkel. A felfedezett sírok valószínűleg e terület azon kelta lakossága egy nagyobb nekropoliszának részei, amely a pannóniai római tartományi kultúra kialakulásának etnikai és kulturális szubsztrátumának részét képezi.[16]

## Kultúra
A településen már a 20. század elején működött a „Seoski sokol” kulturális egyesület helyi csoportja. 1920-ban horvát olvasóterem nyílt a régi iskolában. Később Horvát ház is épült a településen, ahol sok rendezvényt tartottak ahol a jellegzetes helyi népviseletet különösen ápolták. Az innen származó horvátok számos ünnepségen vesznek részt Vukováron.
Szata kulturális egyesületei:
- A KUD Matija Gubec kulturális és művészeti egyesületet 2003-ban alapították. Az egyesületnek folklórcsoportja, tamburazenekara és színjátszó csoportja működik. Ma mintegy 40 tagja van.

- A Klub maldih Sotint, vagyis a Szatai Ifjúsági Klubot azzal a céllal hozták létre, hogy elősegítse a fiatalok szabadidős tevékenységét és javítsa a fiatalok társadalmi életét. Az ifjúsági klub azon dolgozik, hogy rendezzék a Duna partját annak érdekében, hogy Szata lakosai könnyebben hozzáférhessenek a folyóhoz. Minden évben mini labdarúgó bajnokságot szerveznek és sok más eseményen is részt vesznek.

## Oktatás
A település első iskolája 1789-ben nyílt meg. Ma a vukovári Mitnica általános iskola területi iskolája működik itt.

## Sport
Az ŠNK Dunav Sotin labdarúgóklubot 1937-ben alapították. Jelenleg a megyei 2. ligában szerepel.